# Campeonato Africano de Atletismo de 2016 - 3000 m com obstáculos feminino
A prova dos 3000 metros com obstáculos feminino do Campeonato Africano de Atletismo de 2016 foi disputada no dia 26 de junho no Kings Park Stadium  em Durban,  na África do Sul. Participaram da prova 9 atletas sendo que 6 concluíram a prova na fase inicial. 

## Recordes
Antes desta competição, os recordes mundiais e do campeonato nesta prova eram os seguintes:
|                       | Nome                     | Nacionalidade | Tempo     | Local      | Data                 |
| --------------------- | ------------------------ | ------------- | --------- | ---------- | -------------------- |
| Recorde mundial       | Gulnara Samitova-Galkina | Rússia        | 8m 58s 81 | Pequim     | 17 de agosto de 2008 |
| Recorde do campeonato | Hiwot Ayalew             | Etiópia       | 9m 29s 54 | Marraquexe | 14 de agosto de 2014 |
| Recorde africano      | Milcah Chemos Cheywa     | Quênia        | 9m 07s 14 | Oslo       | 7 de junho de 2012   |

Os seguintes recordes foram estabelecidos durante esta competição:
| Data        | Evento | Atleta       | Nacionalidade | Tempo     | Notas                 |
| ----------- | ------ | ------------ | ------------- | --------- | --------------------- |
| 26 de junho | Final  | Norah Jeruto | Quênia        | 9m 25s 07 | Recorde do campeonato |

## Medalhistas
| Ouro               | Prata               | Bronze               |
| Norah Jeruto (KEN) | Agnes Chesang (KEN) | Weyneshet Ansa (ETH) |

## Cronograma
Todos os horários são locais (UTC+2). 
| Data        | Hora  | Evento |
| ----------- | ----- | ------ |
| 26 de junho | 17:00 | Final  |

## Resultado final
| Posição           | Atleta              | Nacionalidade | Tempo    | Notas                 |
| ----------------- | ------------------- | ------------- | -------- | --------------------- |
| Medalha de ouro   | Norah Jeruto        | Quênia        | 9:25.07  | Recorde do campeonato |
| Medalha de prata  | Agnes Chesang       | Quênia        | 9:27.22  |                       |
| Medalha de bronze | Weyneshet Ansa      | Etiópia       | 9:39.89  |                       |
| 4                 | Eliane Saholinirina | Madagáscar    | 9:44.50  | Recorde nacional      |
| 5                 | Birtukan Adamu      | Etiópia       | 9:50.52  |                       |
| 6                 | Saara Martin        | Namíbia       | 12:05.11 |                       |
| 7                 | Fadoua Sidi Madane  | Marrocos      | DNF      |                       |
| 7                 | Nolene Conrad       | África do Sul | DNF      |                       |
| 7                 | Etenesh Diro        | Etiópia       | DNF      |                       |

Legenda
| Recorde mundial       | Recorde mundial (World record)               |                       | Recorde africano                      | Recorde africano (African) |                                           | Q | Classificado por posição (Qualified) |
| Recorde do campeonato | Recorde do campeonato (Championship record)  | Recorde da América    | Recorde da América (Americas)         | q                          | Classificado por melhor tempo (Qualified) |   |                                      |
| Melhor marca do ano   | Melhor marca do ano (World leading)          | Recorde asiático      | Recorde asiático (Asian)              | DNS                        | Não largou (Did not start)                |   |                                      |
| Recorde nacional      | Recorde nacional (National record)           | Recorde europeu       | Recorde europeu (European)            | DNF                        | Não terminou (Did not finish)             |   |                                      |
| Recorde pessoal       | Recorde pessoal do atleta (Personal best)    | Recorde da Oceania    | Recorde da Oceania (Oceania)          | DSQ / DQ                   | Desclassificado (Disqualified)            |   |                                      |
| Recorde da temporada  | Recorde da temporada do atleta (Season best) | Recorde sul-americano | Recorde sul-americano (South America) | NM                         | Sem marca (No mark)                       |   |                                      |